# Ислам в Армении

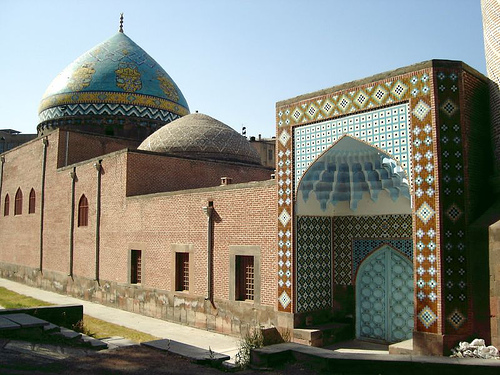
Голубая мечеть в Ереване

Ислам в Армении не имеет большого числа последователей, хотя в определенный период истории он был господствующей религией на территории Эриванского ханства. В современной Армении ислам исповедуют в основном курды и персы. По переписи 2011 года насчитывалось 812 мусульман. Община курдов-мусульман насчитывает 2 тысяч человек и проживает в основном на территории бывшего Абовянского района. Часть азербайджанцев были переселены с территории республики в 1947-50 годах.
При этом ислам, начиная с VII века был широко распространен среди самих армян, и сегодня в мире (главным образом за пределами нынешней республики Армения) насчитывается, по разным данным, от 2 до 7 миллионов этнических армян, исповедующих ислам    

## Появление ислама в Армении

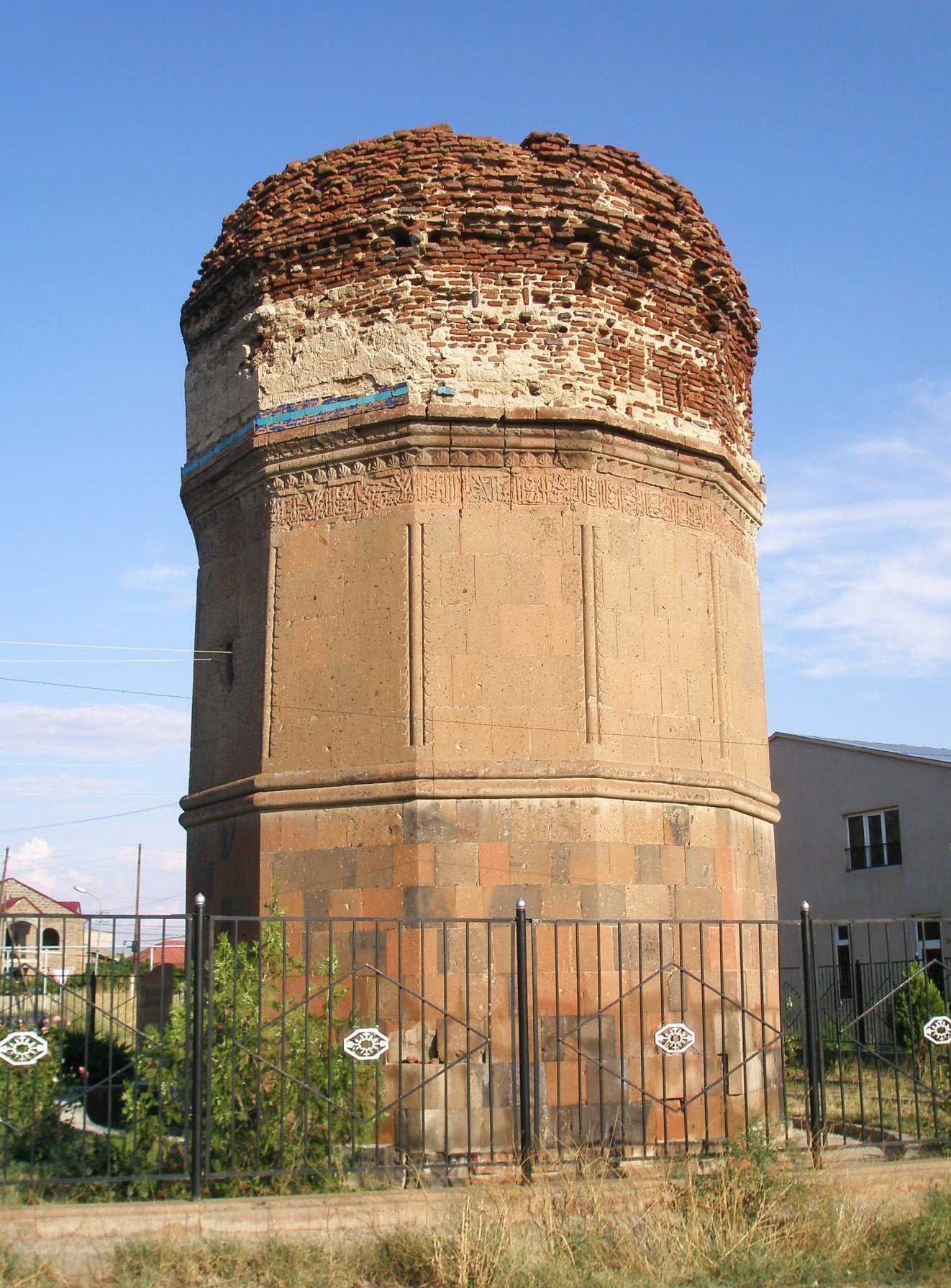
Мавзолей Пир-Хусейна — гробница-тюрбе с арабской надписью в селе Аргаванд

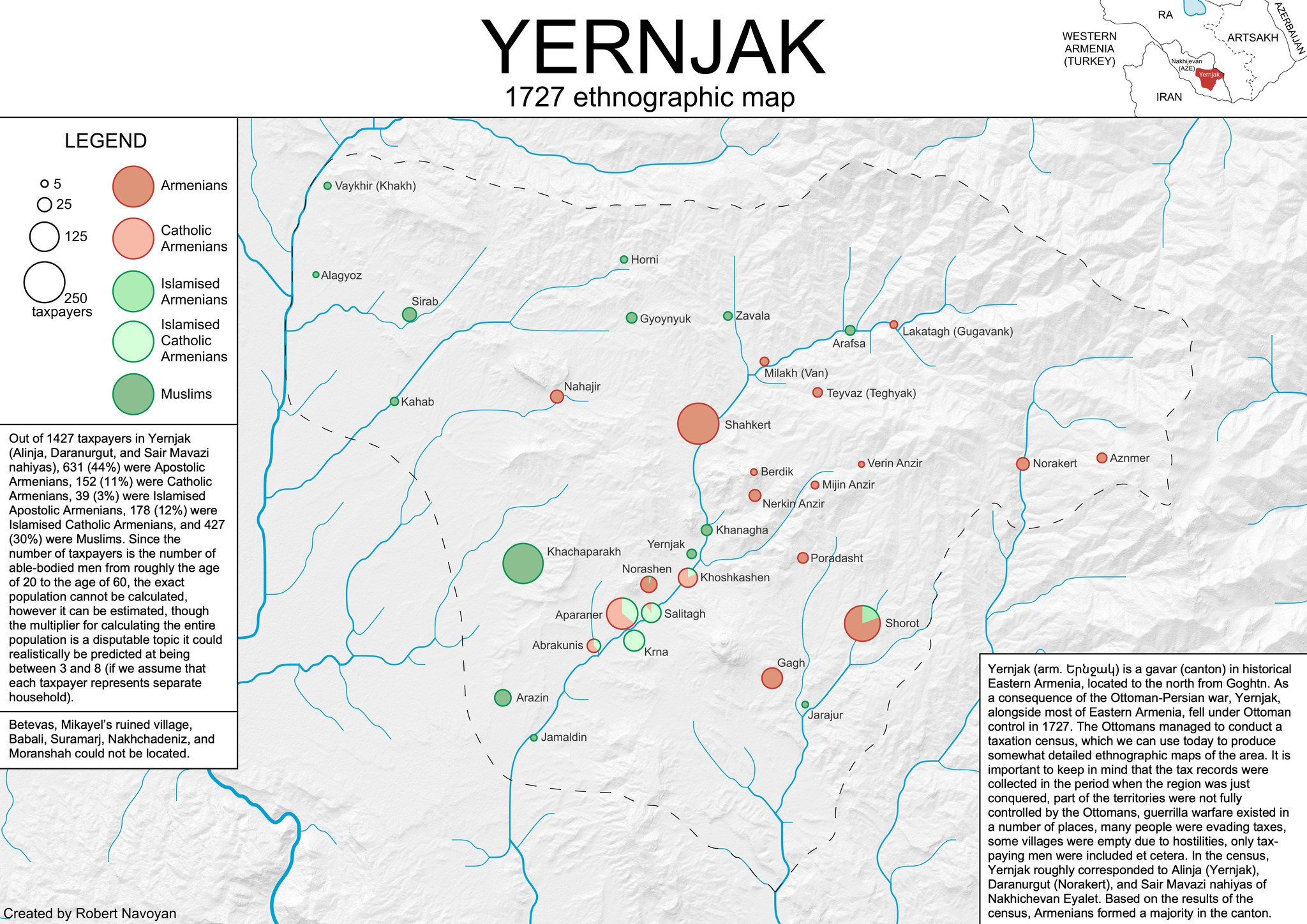
армянские исламские общины Нахичевани

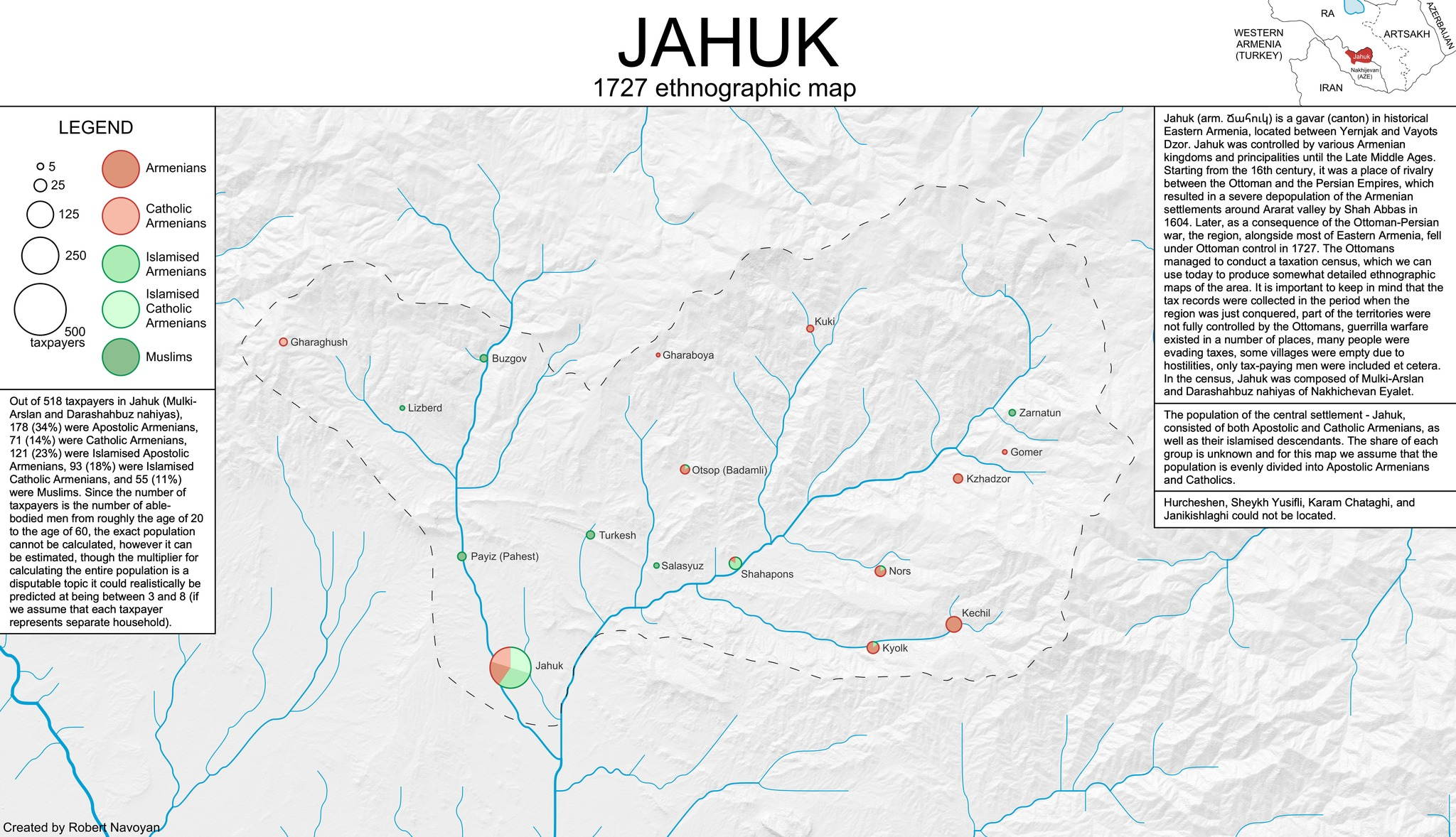
армянские исламские общины Нахичевани

Ислам появился в Армении в VII веке н. э. в период арабских завоеваний. Ибн-Хаукаль, автор X века, сообщает:
Дабиль — город больше Ардабиля; это самая значительная местность и округ во внутренней Армении. Он же столица Армении и в нём дворец правителей области Армении… Вокруг города стена; христиан в нём много, и соборная мечеть города рядом с храмом, как мечеть Химса, смежная с церковью и находящаяся рядом с ней. … Большая часть Армении населена христианами.
Для укрепления своей власти и ускорения процесса исламизации арабские халифы заселяли покоренные земли арабскими племенами, и довольно много их появилось в Армении.
Первые огузские кочевые племена, исламизированные в Средней Азии в X веке, появились на территории Армении в середине XI века. Начиная с XI века, территория Армении подвергается нашествию тюрок-сельджуков, сопровождаемому опустошениями. Нашествие сельджуков привело к расселению в регионе мусульманского населения и вынужденной эмиграции значительной части армян. С этого момента в Армении начался многовековой процесс оттеснения местного христианского населения и замещения его мусульманским. Сельджуки быстрее всего утвердились в южных армянских землях, откуда армянское население вынуждено было эмигрировать в пределы Византии. Новая волна нашествий тюрок-мусульман на Армению связана с татаро-монгольским нашествием, затем с Тимуром. При этом все большее число земель отнималось у местного армянского населения и заселялось пришлыми кочевниками, исповедующими ислам.
В XVI веке была предпринята попытка исламизировать армян, для чего были приняты т. н. «законы Джафара» (по имени имама Джафара ал-Садека), по которым армянин, принявший ислам, мог единолично претендовать на наследство родителей. Тотальное переселение жителей региона вглубь Персии, организованное персидским шахом Аббасом I, в 1603 году, т. н. «великий сургун», и заселение на их место туркменских племен окончательно изменило демографическую ситуацию в Армении в пользу исламского населения.
Из-за раннего шиитского рвения Сефевидов обратить всё население Ирана в шиитский ислам, многие армяне в Восточной Армении подвергались сильному давлению с целью обращения в ислам. Исламские священнослужители приняли закон, согласно которому любой армянин, принявший ислам, мог унаследовать имущество своих родственников вплоть до 7-го поколения. Из-за этого закона многие армяне в Сефевидской Армении начали принимать ислам.
В Персидской империи также, и  армяне принимавшие ислам и армяне остававшиеся христианами становились визирями и командующими войсками. Наиболее известными из армянских визирей Ирана были, Хаким-бек, который был визирем при шахе Аббасе I.
Манучихр-хан занимал пост визиря в конце XVII - начале XVIII веков при шахе Султане Хусейне.
Саркис Давтян в 1722 г. был назначен визирем шаха Тахмаспа II. 
Мирза Назар был визирем при Надир-шахе в XVIII веке.
Армяне сыграли большую роль в истории развития иранской армии в период вхождения Восточной Армении в состав Персии. Разница в положении армян Турции и Ирана была значительна: армянам в Персии было разрешено носить оружие, а в Османской империи категорически нет, армяне имели отдельные части в составе персидской армии, а в Турции - никогда. Армянам удавалось достигать самых высших постов в Иране, в том числе, в армии. Иран позволял армянам достигать высоких постов, иметь очень большое жалование, при этом не подвергаясь религиозному давлению и даже не меняя христианской веры, в противовес той же Османской империи. Это и позволило армянам в своё время значительно действовать во благо иранской армии. Последним армянином командующим персидской армией в начале 20-века был был Епрем-хан.
Католическая епархия Нахичевани сообщала, что в середине 1600-х годов 130 армянских семей из деревень Салтаг и Кирне приняли ислам, чтобы не потерять своё имущество. Епархия обращалась к Папе Римскому и королю Испании с просьбой заступиться перед иранским шахом, чтобы уменьшить гонения на армян. В 1700-х годах католические миссионеры предупреждали, что, если принудительные обращения не прекратятся, все армянское христианское население исчезнет из-за обращений и тюркизации, написав, что в деревне Ганза в провинции Ордубад осталась лишь горстка армян.
Согласно "описанию Эриванской губернии", изданному в 1897 году в Санкт-Петербурге, значительная часть армян бывшего Эриванского и Нахичеванского ханств, территории которых позже вошли в состав Эриванской губернии, к моменту вхождения в состав Российской империи в 1828 году, уже исповедовали ислам и говорили на тюркском языке, и по этой причине, в переписях их уже указывали не в качестве армян, а в качестве татар.

	
Так же, в восточных (Ордубад) и северо-восточных районах Нахичевани, примыкающих к Сюнику, вплоть до 1920-х годов продолжали существовать исламские армянские общины.

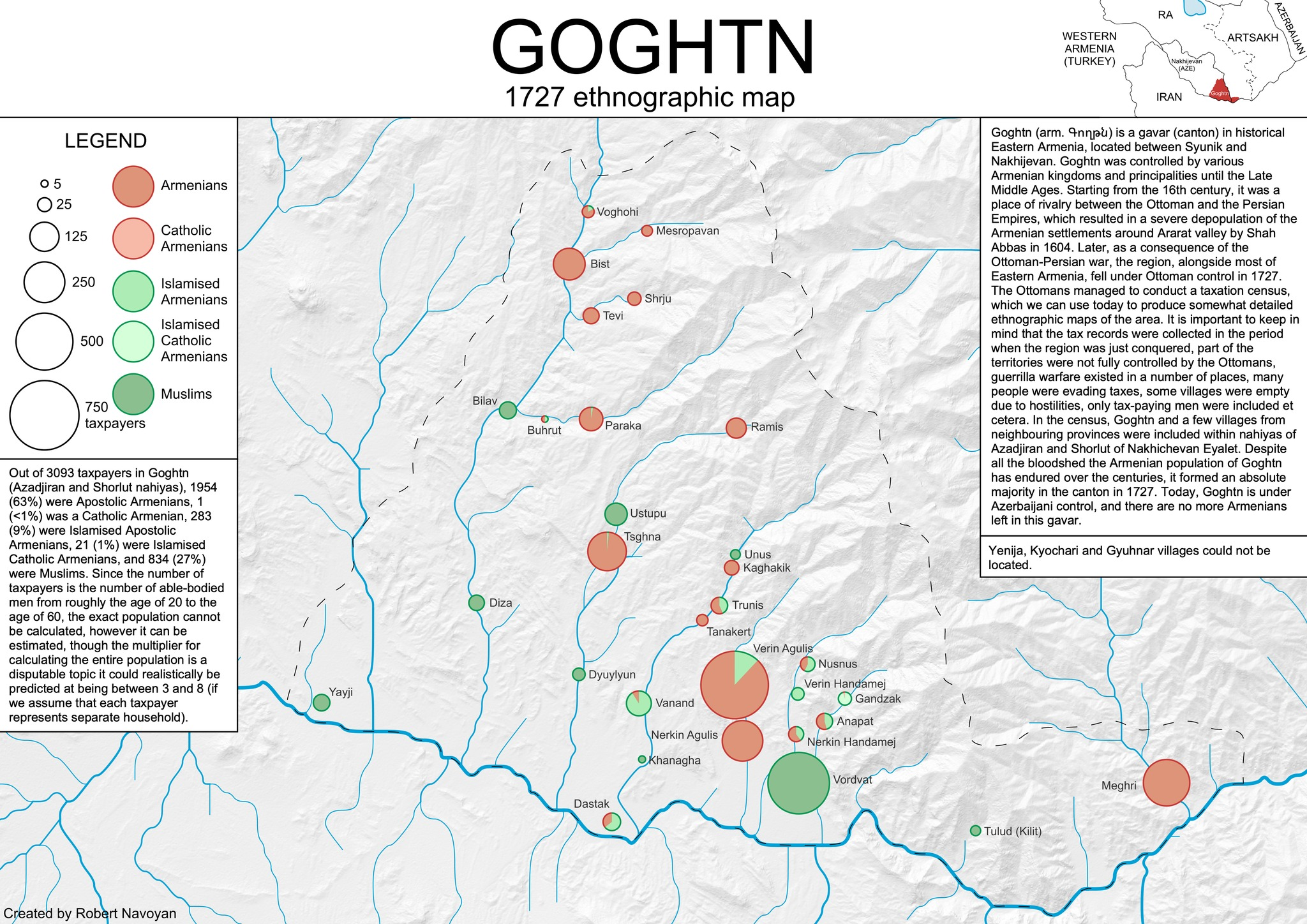
армянские исламские общины Нахичевани

## Численность мусульман и мечетей

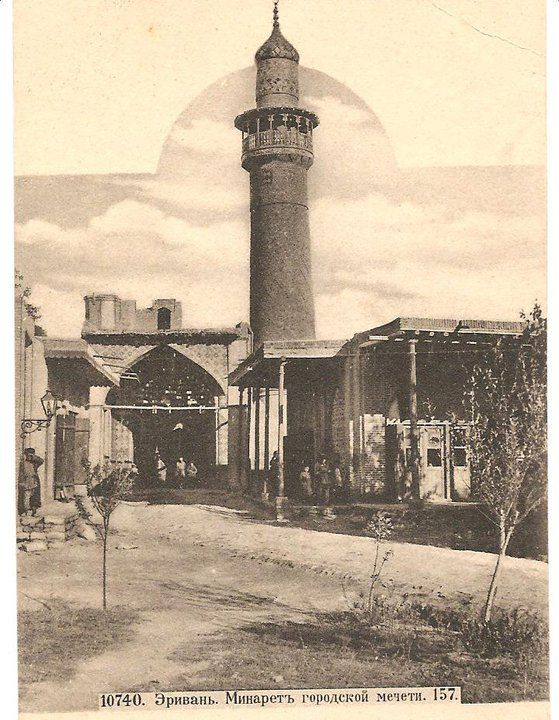
Эривань. Минарет городской мечети.

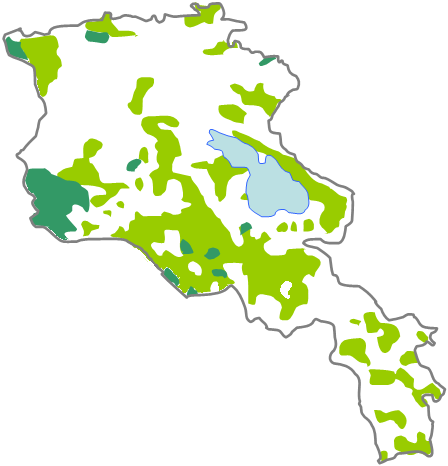
Карта расселения мусульман в 1886—1890 гг. в пределах современных границ Республики Армения:
Светло-зелёный — шииты
Тёмно-зелёный — сунниты

В ходе османо-сефевидских войн в 17-18 веках с территории Эриванской области было переселено свыше 350000 армян.
Наиболее массовые переселения наблюдались в 1603 году, когда 250 тысяч армян были переселены из окрестностей Еревана и Нахичевана в глубь Персии, в область Хорасан. В последнее десятилетие существования ханства, между 1795-1810 гг., только в Грузию уехало около 20 тысяч армян.
Значительная часть из тех армян, которые остались в Армении, были вынуждены отказаться от христианства и принимают исламскую религию, и в последующем переходят на тюркский язык. 
В результате изгнания свыше 350000 армян, сотни населенных пунктов полностью опустели. На почти полностью обезлюдевшие земли были поселены около 90000 мусульман не армянского происхождения (тюрок, курдов и персов), которые вместе с обращенными в ислам местными армянами, образуют огромный и серьезный пласт местного населения.
В 1580-1600 гг. в Эриванскую область из Малой Азии было переселено тюркское племя Устаджлы.
В конце XVI и начале XVII вв. в регион переселены еще два тюркских племени - алпаут и байят .
В XVI веке в Эриванской области утвердились три курдских племени - чамишкизек, хнуслу и пазуки.
В 1610-1620 гг. шах Аббас переселил в Восточную Армению тюркское племя каджаров , только в Эривани, Гяндже и Карабахе поселилось 50000 каджарских семейств, которые с течением времени ещё более умножились
В 1724-1730 годах, свыше полмиллиона армян массово бегут из Закавказья, в результате вторжения турецко-османских войск объявивших армянам-христианам региона "джихад" (священную войну) за их поддержку России в русско-турецкой войне.
В 1814 году последний эриванский сардар Гусейн-хан переселил из Персии в область Эривани 30,000 человек из кочевого тюркского племени карапапахов 
В 1817 году, тот же сардар организовал депортацию свыше 35,000 армян из Эриванского ханства в Персию 
В результате всех этих событий, в 1826 году в Эриванском ханстве проживало около 90 000 мусульман, среди которых было 54 810 тюрок-огузов из племен устаджлы, алпаут, байят, айрумы и каджары (около 10 000 семей), 25 237 курдов из племен чамишкизек, хнуслу и пазуки (5 223 семей) и 10 000 персидских солдат, проходивших в Эриванском ханстве военную службу.
В момент присоединения территории Восточной Армении к Российской империи в 1828 году из приблизительно 107 тысяч жителей Эриванского ханства 87 тысяч были мусульманами. Согласно статистическим данным имперской администрации, составленным в 1831 году, число мусульман уменьшилось до 50 тысяч. В городе Эривань все ещё оставалось мусульманское большинство. Из 11400 жителей более 7000 были мусульмане. К 1869 году на территории Эриванского уезда было 60 мечетей.
К 1873 году мечети были расположены в следующих населенных пунктах Эриванской губернии (из списка исключен город Эривань), расположенных ныне в пределах современных границ Армении (знаком * отмечены селения, где имелись только мусульманские молитвенные дома):
- В Эриванском уезде: Али-Мамед-кишляги*, Арбат, Хачапарах*, Донгузьян, Неджилю Верхнее*, Неджилю Нижнее*, Сарванлар-улия, Каракишляг, Чарбах* (сегодня в составе Еревана), Агджа-кишлаг, Хаджи-Эльяз, Улуханлу (3 мечети), Камарлу, Каракоюнлу[азерб.]*, Сабунчи (2 мечети), Беюк-Веди, Авшар, Халиса*, Шихляр*, Шорлу-Демурчи, Шорлу-Мехмандар.
- В Эчмиадзинском уезде: Хаджи-Байрам, Мегрибан, Шагрияр (4 мечети), Джанфида, Кярим-арх, Игдалу, Акерак, Тос, Караканлу, Зейва Татарская, Кёлани-Аралых, Молла-Абдал, Каргабазар, Чобанкара.
- В Шарур-Даралагезском уезде (образован в 1874 году, в 1873 году в составе Нахичеванского уезда): Аргез, Чива.
- В Новобаязетском уезде: Хусейн-Кули-Агалу (Агкилиса) (2 мечети), Айриванк*, Кизыл-булаг (Чахирлу)[арм.] *.

Согласно переписи 1897 года, в тогдашней Эриванской губернии насчитывалось 25218 мусульман из 92323 жителей губернии (27,3 % населения), по другим справочным данным — 41 % населения (36,7 % — шииты, 4,3 % — сунниты). К 1896 году в пределах Новобаязетского уезда (приблизительно соответствующего территории Гегаркуникской области) насчитывалось 10 мусульманских школ и 13 мечетей.
В 1906—1911 годах в одной только Эривани, согласно списку казённых и общественных зданий, составленному ереванским техником Б. Я. Меграбовым, существовало 8 мечетей (включая недействующие): Мечеть Тапабашинская, Мечеть Шаарская, Мечеть Сартиб, Гёй мечеть (Голубая мечеть) Гаджи-Гусейн Али-хана, Мечеть Гаджи-Новруз-Али-бека, Мечеть крепостная, Мечеть Демирбулагская и Мечеть Гаджи-Джафар-бека.
К началу XX века мусульмане составляли 62 % населения Эриванского уезда (52,5 % населения — шииты) и 35,6 % — Эчмиадзинского (30 % шииты)
Однако в настоящее время на территории республики действует всего лишь одна мечеть — Голубая мечеть, находящаяся в Ереване. Она была построена эриванским ханом Гусейн-Али в 1765 году.

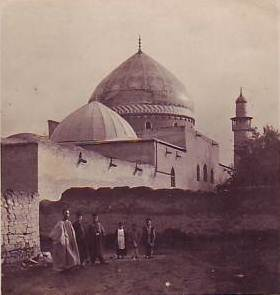
Эривань. Геги-мечеть
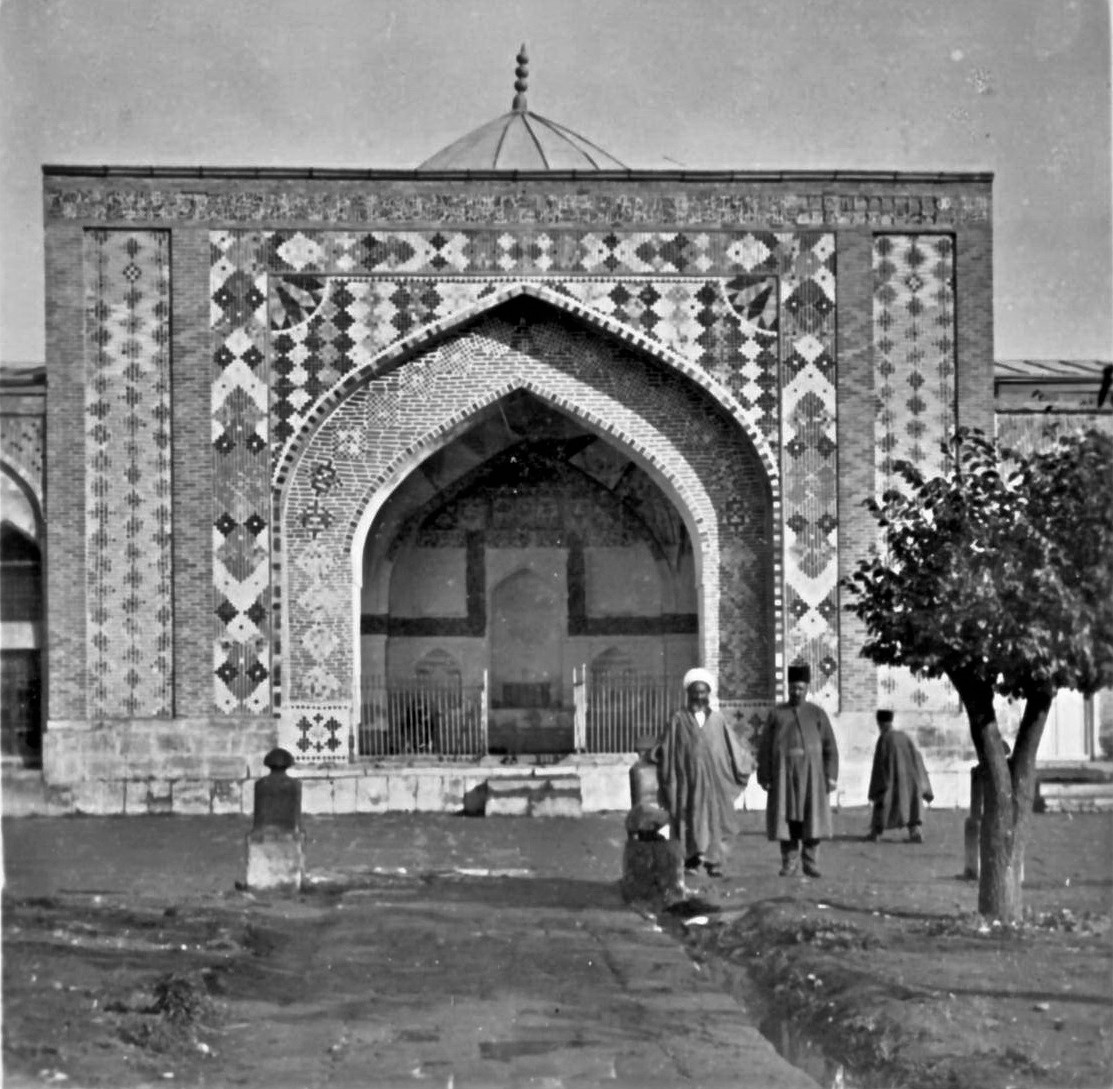
Малая Геги-мечеть в Эривани.

## История исламских памятников
В начале XVII века из Восточной Армении было насильственно выселено свыше 250000 местных армян, а на их место поселены мусульманские племена (чаще всего кочевые) тюркского (устаджлу, алпаут, байят, ахча-койюнлу каджар) и курдского (чамишкизек, хнуслу и пазуки) происхождения. Между 1600—1810 годами происходит массовое переселение мусульман из Персии и Средней Азии в Восточную Армению. Всего в Восточную Армению было переселено порядка 90 000 мусульман, в том числе 54000 тюрок, 25 000 курдов и 10 000 персов. Для реализации необходимых религиозных обрядов столь большого мусульманского населения Персидская империя построила в Эриванской области десятки мечетей.

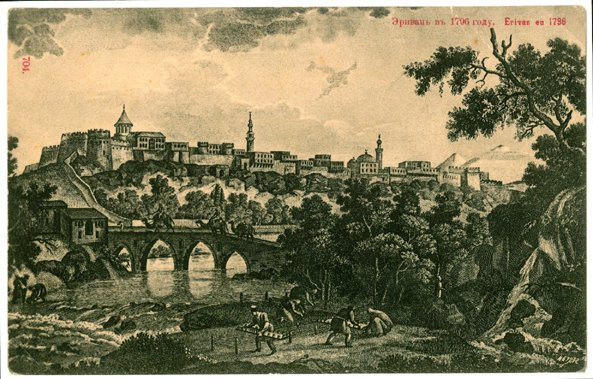
Вид Эривани с минаретами в 1796 году

Мечетей постройки до XVI века в Ереване не сохранилось, все они были разрушены в войнах Османов и Сефевидов, когда город переходил из рук в руки
. После взятия Эривани в 1827 году русскими главная эриванская мечеть, построенная османами и украшавшаяся золотой луной, была обращена в православную церковь во имя Покрова Пресвятой Богородицы, в память взятия в этот день крепости (сама золотая луна была отправлена сардаром в Казвин). К 1852 году в Эривани было восемь мечетей (не считая четырёх полуразрушенных к тому времени). Из этих восьми мечетей две уже не действовали и использовались для хранения арсенала и провиантского магазина русских войск (Мечеть Аббаса Мирзы и перестроенная в Покровский собор мечеть Реджепа-паши), а остальные — Зали-ханская, Новруз-Али-бегская, Сартип-ханская, Гусейн-Али-ханская, Гаджи-Имам-вердиевская и Гаджи-Джафар-бегская. Также при каждой мечети находилась школа, где грамоте обучалось несколько десятков мальчиков. В Гусейн-Али-ханской мечети учеников было около 200.

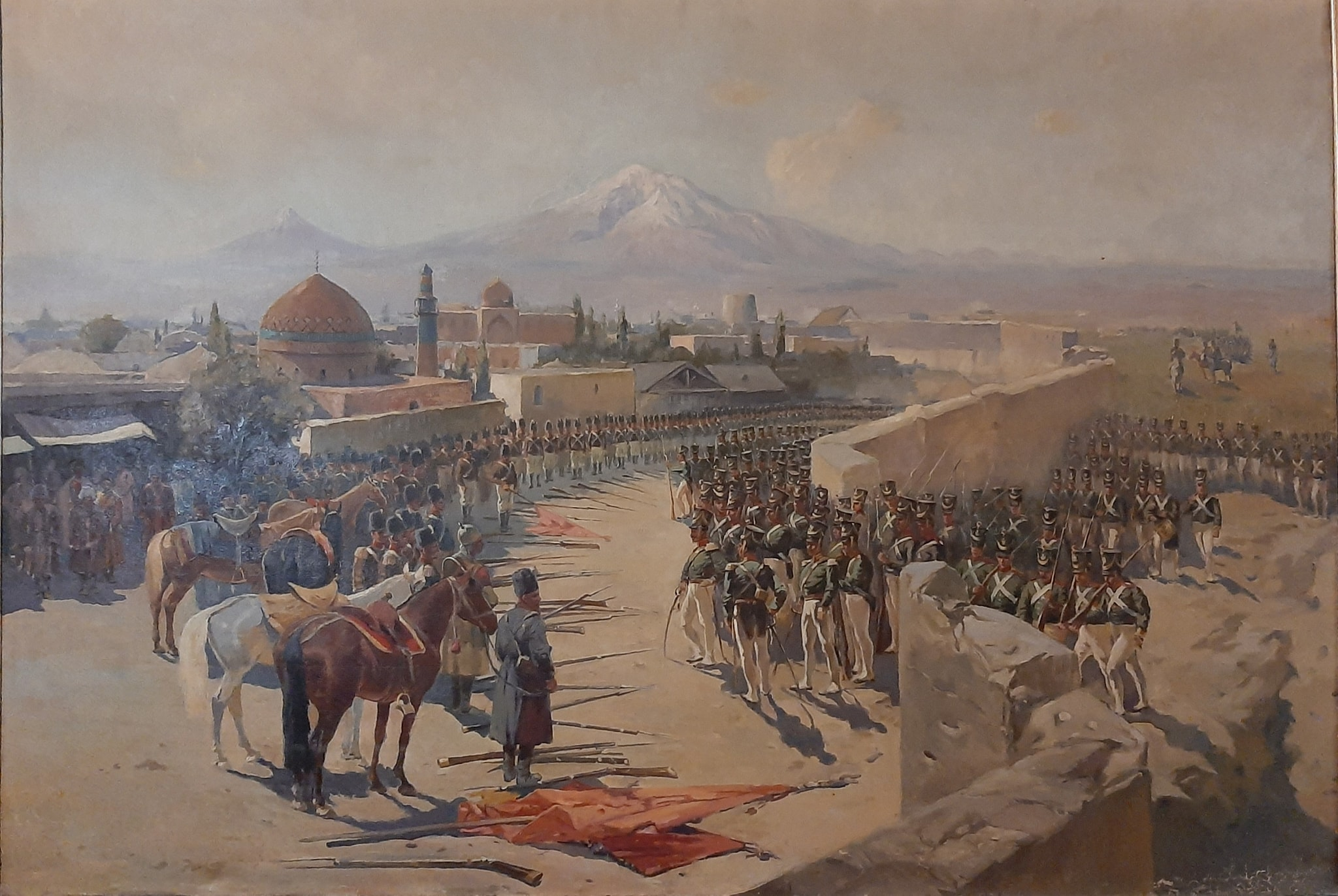
Вид Эривани с минаретами при взятии крепости русскими в 1827 году. Худ. Ф. Рубо

В начале XX века, когда 49 % населения Эривани и 53,5 % населения Эриванского уезда составляли азербайджанцы (адербейджанские татары), в городе было 7 действующих шиитских мечетей. В советский период большинство их было закрыто либо разрушено (так же, как и большинство армянских церквей). Из действующих мечетей на сегодняшний день сохранилась только мечеть Гусейн Али хана (Голубая мечеть), отреставрированная иранскими мастерами. В 1990 году была разрушена ломами и сравнена с землей при помощи бульдозера небольшая мечеть Гаджи-Джафар-бека за домом 22 на ул. Кнунянц (современное название улицы - Вардананц), под влиянием слухов о разрушении армянской церкви в Баку; по словам британского журналиста Томаса де Ваала, «ей не посчастливилось: постройку не сочли „персидской“ и снесли.»  В 1914 году был окончательно снесен дворец Сардара, память о котором сохранилась в фотографиях 19-20 веков и в рисунках художника Г. Гагарина, в 1930-х годах была полностью разрушена Эриванская крепость, хотя некоторые части оборонительных стен уцелели.
Археолог Филип Л. Коль отмечает малочисленность существующих в Армении исламских памятников, включая столицу, Ереван. Указав на преобладание мусульманского населения на территории Эриванского ханства до подписания Туркменчайского договора и последовавших за ним этнических перемещений, Ф. Коль пишет: 

К какой бы демографической статистике мы не обратились, не подлежит никакому сомнению, что значительные материальные памятники ислама должны были существовать в этом регионе. Их почти полное отсутствие в наши дни не может быть случайным.
Оригинальный текст (англ.)No matter what demographic statistics one consults, it is simply unquestionable that considerable material remains of Islam must once have existed in this area. Their near total absence today cannot be fortuitous.